# Saint-Geniez-d'Olt (tổng)
Tổng Saint-Geniez-d'Olt là một tổng thuộc tỉnh Aveyron trong vùng Occitanie, Pháp.
Tổng này được tổ chức xung quanh Saint-Geniez-d'Olt ở quận Rodez. Độ cao khu vực này dao động từ 400 m (Sainte-Eulalie-d'Olt) đến 1 461 m (Aurelle-Verlac) với độ cao trung bình 723 m.

## Hành chính
| Giai đoạn | Ủy viên           | Đảng | Tư cách                       |
| --------- | ----------------- | ---- | ----------------------------- |
| 2008-2014 | Jean-Claude Luche | UMP  | Thị trưởng Saint-Geniez-d'Olt |
| 2001-2008 | Jean-Claude Luche | DL   | Thị trưởng Saint-Geniez-d'Olt |

## Các đơn vị trực thuộc
Tổng Saint-Geniez-d'Olt gồm 6 xã với dân số 3 204 người (điều tra dân số năm 1999, dân số không tính trùng)
| Xã                   | Dân số | Mã bưu chính | Mã insee |
| -------------------- | ------ | ------------ | -------- |
| Aurelle-Verlac       | 209    | 12130        | 12014    |
| Pierrefiche          | 273    | 12130        | 12182    |
| Pomayrols            | 152    | 12130        | 12184    |
| Prades-d'Aubrac      | 402    | 12470        | 12187    |
| Sainte-Eulalie-d'Olt | 327    | 12130        | 12219    |
| Saint-Geniez-d'Olt   | 1 841  | 12130        | 12224    |

## Biến động dân số
| 1962                                                     | 1968  | 1975  | 1982  | 1990  | 1999  |
| -------------------------------------------------------- | ----- | ----- | ----- | ----- | ----- |
| 3 865                                                    | 4 257 | 3 893 | 3 609 | 3 402 | 3 204 |
| Nombre retenu à partir de 1962 : dân số không tính trùng |       |       |       |       |       |